# Gene Rodemich
Eugene Frederick „Gene“ Rodemich (* 13. April 1890 in St. Louis; † 27. Februar 1934 in New York City) war ein US-amerikanischer Jazzpianist, Bandleader und Filmkomponist.

## Leben und Wirken
Rodemich war der Sohn eines Zahnarztes; als Kind lernte er Klavier. Auf der Weltausstellung 1904 hörte er erstmals Ragtime, worauf er begann, Interpretationen bekannter Themen zu spielen.  Mit 19 Jahren spielte er auf dem Flussdampfer, mit dem Präsident William Howard Taft 1909 den Mississippi hinabfuhr. In den folgenden Jahren erhielt er die Gelegenheit, auf Partys und in Country Clubs aufzutreten. 1913 zog er nach New York, spielte im Vaudeville und während des Ersten Weltkriegs bei der Truppenbetreuung in Frankreich. Nach seiner Rückkehr nach St. Louis 1918 leitete er kleinere Ensembles, bis er Bandleader eines 22-köpfigen Orchesters wurde, das im Liberty Theater auftrat. Sein Orchester hatte mit „Swanee“ auf Brunswick Records, (1919) einen landesweiten Hit. Für Brunswick nahm Rodemich in dieser Zeit weitere Platten wie „Blue Grass Blues“, „Love Tales“, „Margie“, „Tia Juana“, „Twilight“, „Worryin Blues“ und „Wolverine Blues“ auf, an denen auch Jazzmusiker wie Frank Trumbauer („By the Pyramids“ 1921), Porter Brown und Larry Conley mitwirkten. 1926 zog er für zwei Jahre nach Boston, wo er einen Zweijahresvertrag im Metropolitan Theater hatte. Danach arbeitete er in New York in den CBS-Studios und schrieb Musik für die Show Merry-Go-Round und eine Reihe von Trickfilmen. Er starb 1934 bei der Arbeit an der Musik für den Cartoonfilm Aesop's Fables und Frank Eatons Sports Travelogues an den Folgen einer Lungenentzündung. Im Bereich des Jazz war er zwischen 1920 und 1926 an 11 Aufnahmesessions beteiligt.